# Planac
Planac je nenaseljeni otočić u hrvatskom dijelu Jadranskog mora.
Njegova površina iznosi 0,066 km². Dužina obalne crte iznosi 1,01 km.